# Dienstvak

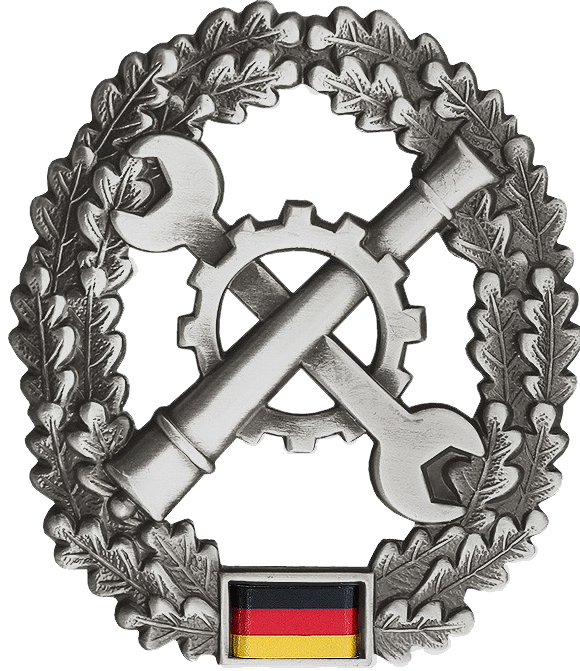
Baretembleem technische dienst Bundeswehr

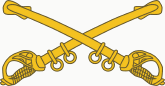
Embleem dienstvak Cavalerie US Army

Embleem dienstvak marine luchtvaart Frankrijk

Een dienstvak is de groep van militairen binnen een krijgsmachtdeel die vaardigheden en opleidingen op hetzelfde vakgebied hebben, en vergelijkbare taken uitvoeren. In de militaire traditie spreekt men in enkele specifieke gevallen niet van dienstvak maar van een wapen, dienstgroep, vakgebied of korps.

## Inleiding
Militairen worden aangesteld binnen een dienstvak van een krijgsmachtdeel. Ze ontvangen hun vakopleiding bij dat dienstvak. Veel militairen werken hun gehele loopbaan binnen hetzelfde dienstvak.
De vakkennis die op verschillende gebieden vereist is, is gerangschikt naar dienstvak. Kleinere uitvoerende operationele eenheden zoals compagnies en pelotons worden hoofdzakelijk samengesteld uit personeel van hetzelfde dienstvak.
In het verleden werden ook grotere eenheden vaak ingedeeld per dienstvak: een infanterieregiment bestond uitsluitend uit infanteristen, en een artillerieregiment uitsluitend uit artilleristen.
Later werden (grote) eenheden zoals brigades en divisies samengesteld uit personeel/onderdelen van verschillende dienstvakken. Veelvoorkomende dienstvakken zijn:
| Landmacht - Infanterie - Cavalerie - Artillerie - Genie | Marine - Zeedienst - Marine infanterie - Marine luchtvaart | Luchtmacht - Vliegoperaties - Grondoperaties |

Algemeen
- Technische dienst
- Logistiek
- Geneeskundige dienst
- Verbindingsdienst
- Militaire politie
- Administratie

## Nederland

### Koninklijke Landmacht

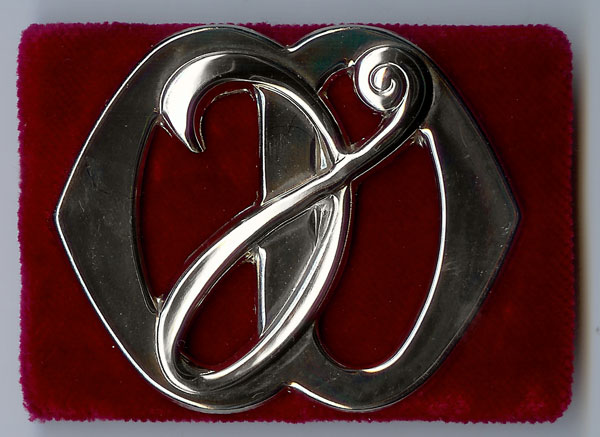
Baretembleem dienstvak MPSD

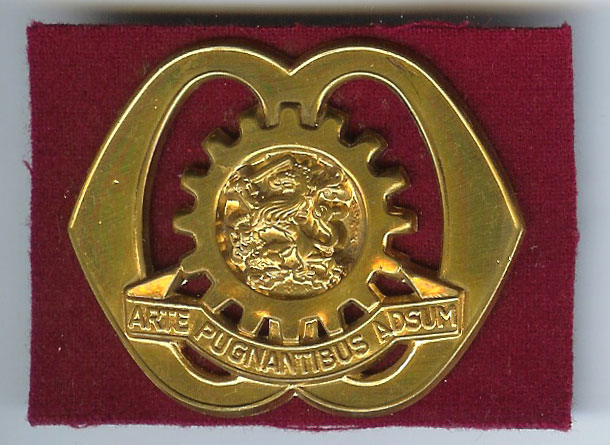
Baretembleem van de Technische staf

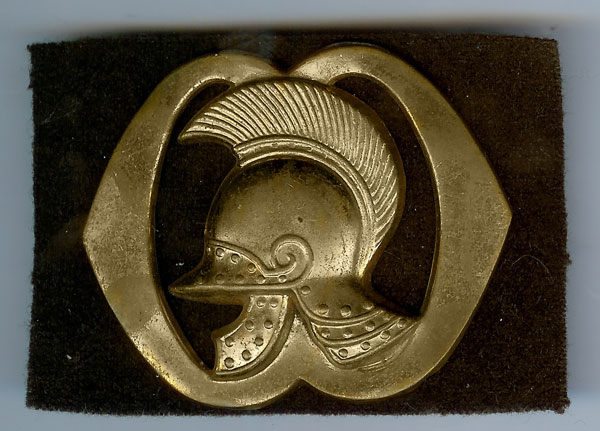
Baretembleem van het Wapen der Genie

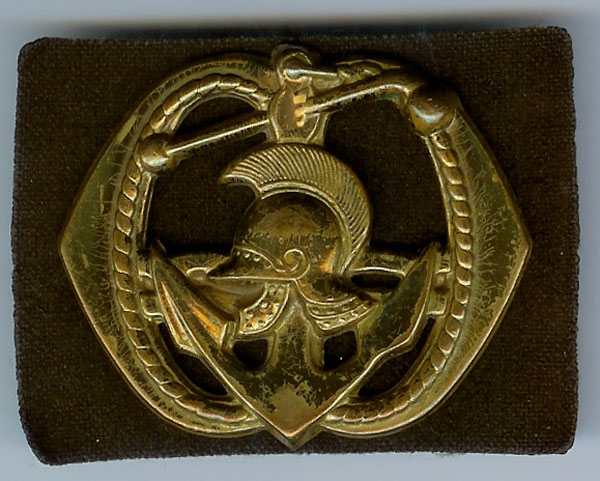
Baretembleem van de tak van dienst Pontonniers van het Wapen der Genie

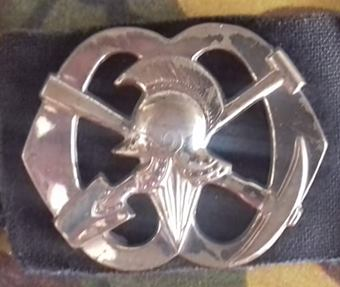
Baretembleem van de tak van dienst Pioniers van het Wapen der Genie

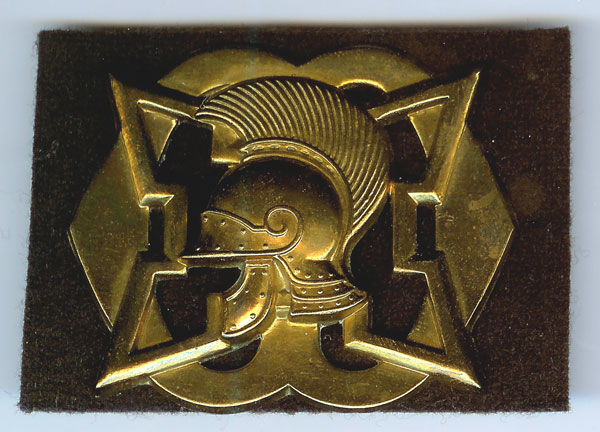
Baretembleem van de tak van dienst Fortificatiën van het Wapen der Genie

Bij de Koninklijke Landmacht worden de gevechts- of manoeuvre-eenheden infanterie en cavalerie en de gevechtssteuneenheden artillerie en genie niet dienstvak genoemd maar wapen. Ook de Verbindingsdienst, die ontstaan is uit de Genie, en de Informatiemanoeuvre (bron?), worden wapen genoemd.
De overige, gevechtsondersteunende eenheden heten bij de Koninklijke Landmacht dienstvak.
De Koninklijke Landmacht omvat de volgende wapens en dienstvakken:
- het Wapen der Infanterie
- het Wapen der Cavalerie
- het Wapen der Artillerie
- het Wapen der Genie
- het Wapen van de Verbindingsdienst[3]
- het Wapen van de Informatiemanoeuvre[4]
- het Dienstvak van de Logistiek
- het Dienstvak van de Militair Juridische Dienst
- het Dienstvak van de Technische Staf
- het Dienstvak van de Militair-Psychologische en Sociologische Dienst
- het Dienstvak van de Lichamelijke Oefening en Sport

#### Regimenten en korpsen
Binnen sommige wapens en dienstvakken kent men regimenten en/of korpsen met eigen specialisaties.
Het Wapen der Artillerie omvat het Korps Veldartillerie, het Korps Rijdende Artillerie en het Korps Luchtdoelartillerie, elk met hun eigen specialisme. Het Dienstvak van de Logistiek omvat het Korps Militaire Administratie, het Regiment Geneeskundige Troepen, het Regiment Bevoorradings- en Transporttroepen en het Regiment Technische Troepen, elk met hun eigen specialismen.
Het Wapen der Infanterie kent diverse regimenten en korpsen. Ook kent de infanterie specialisaties namelijk de Pantserinfanterie, Luchtmobiele infanterie, het Korps Commandotroepen en Nationale Reserve. Er zijn meerdere regimenten met pantserinfanterie en luchtmobiele infanterie.
Het Wapen der Cavalerie kent ook verschillende regimenten, en kent ook verschillende specialisaties zoals Verkenners en Tankeenheden. De specialisaties zijn echter niet georganiseerd als regimenten.
Het Wapen der Genie kent verschillende specialisaties die 'tak van dienst' worden genoemd. Het betreft de takken van dienst Pontonniers, Pioniers en Fortificatiën. Deze zijn niet georganiseerd als regimenten of korpsen. Geniepersoneel dat onder een van deze takken van dienst valt is herkenbaar aan het baretembleem van die tak van dienst. De takken van dienst werden vastgesteld in 1947. Per 1-1-1972 verdween het onderscheid tussen de takken van dienst uit het tenuevoorschrift om op 1 oktober 1993 weer te worden ingevoerd.
Het Wapen van de Informatiemanoeuvre bestaat uit het Korps Communicatie & Engagement 'Prinses Ariane' en het Korps Inlichtingen & Veiligheid 'Prinses Alexia'.

#### Traditie
De Wapens en Dienstvakken van de Koninklijke Landmacht zijn ook verantwoordelijk voor het in stand houden van de tradities die afstammen van historische regimenten en korpsen. Het in stand houden van tradities wordt van belang geacht voor het 'esprit de corps' (korpsgeest) en het moreel.

### Koninklijke Marine

Embleem van het Korps Mariniers

Bij de Koninklijke Marine spreekt men van 'dienstgroepen', en bij de mariniers van een korps. Sommige dienstgroepen zijn onderverdeeld in subdienstgroepen. De dienstgroepen zijn:
- Operationele dienst
  - operaties
  - nautische dienst
  - verbindingen
- Logistieke dienst
  - administratie
  - verzorging
  - goederenbeheerder
  - geneeskundige dienst
- Technische dienst, geen subdienstgroepen, maar wel specialisaties
- Bijzondere dienst
- Korps Mariniers, geen subdienstgroepen, maar heeft specialisaties.

De verschillende dienstgroepen en het Korps Mariniers zijn ook verantwoordelijk voor het in stand houden van hun tradities.

### Koninklijke Luchtmacht
Bij de Koninklijke Luchtmacht spreekt men van 'vakgebieden'. De vakgebieden zijn:
- Vliegoperatiën
- Grondoperatiën
- Gevechtsleiding
- Luchtverkeersleiding
- Luchtverkeersbeveiligingsdienst
- Inlichtingen & Veiligheid
- Technische dienst
- Elektrotechnische dienst
- Materieel
- Bedrijfseconomische zaken
- Personeelszaken
- Logistiek
- Actieve Luchtverdediging
- Meteorologie